# Premio Rotonda
Il PremiocittàdiLivorno, meglio conosciuto col nome originale Premio Rotonda, è una manifestazione pittorica amatoriale che si tiene annualmente a Livorno dal 1953.

## Storia
Il premio venne ideato da Mario Borgiotti, insieme agli amici Nedo Luschi e Renzo Casali, che scelsero come ambientazione la «rotonda» di Ardenza, da cui il nome dell'evento, nella cui pineta avevano dipinto importanti pittori livornesi, quali Giovanni Fattori, Amedeo Modigliani e Ulvi Liegi. Quell'anno il premio fu organizzato attraverso un passaparola ed il primo premio fu di 50 000 lire messi in palio dallo stesso Borgiotti.
Con il trascorrere del tempo il premio acquisì notorietà, tanto che nel 1958 si ebbe una giuria composta da personaggi di estremo spessore: Carlo Carrà, Ardengo Soffici, Francesco Messina e Pietro Annigoni. Nel 1963 il premio diventa "Fiera del Quadro", assumendo la denominazione di "Premio Mascagni", con 150 stand illuminati disponibili per gli espositori. Nel 1993 fu presente alla cerimonia di premiazione il Presidente del Senato Giovanni Spadolini.
L'edizione 2017 si è svolta alla Fortezza Vecchia per inagibilità della storica sede la Rotonda d'Ardenza.
Non subisce interruzioni dal lontano 1953 fino al 2020 anno della pandemia. La manifestazione riprende nel 2022, anno in cui viene realizzata un‘estemporanea durata solo un giorno.

## Caratteristiche
La destinazione dell'evento rimase sostanzialmente amatoriale, anche se negli anni furono diverse le partecipazioni di pittori di fama: fra essi, Mario Nigro, Mario Schifano, Giulio Turcato, Tommaso Cascella e Gualtiero Nativi. Caratteristica del premio è l'estemporaneità, ovvero la realizzazione dei dipinti durante lo svolgimento stesso della manifestazione.